# Gamma (Album)
Gamma ist das vierte Studioalbum der Berliner Musikgruppe Fewjar. Es wurde am 25. Mai 2018 unter dem Label S.M.I.L.E. veröffentlicht und wird unter der selbst erschaffenen Kategorie des „Polygenre“ eingeordnet, allgemein lässt es sich aber diversen Richtungen des Pop zuordnen.

## Titelliste
1. Skeleton – 5:24
2. Gamma – 4:40
3. How Many of You Are in There? – 4:14
4. Of Nothing – 4:50
5. Structured – 4:13
6. Despite This – 5:10
7. (This is Not) Worth it – 4:17
8. Treasure – 7:14 (inkl. Hidden Track: Don't Tell A Weird Weakling)

## Charterfolge und Rezeption
| Kritiken |           |
| Quelle   | Bewertung |
| AOTY     | [ 3 ]     |
| metal1   | [ 4 ]     |

- Das Online-Magazin metal1.info lobt die Erweiterung des Duos zum Trio, kritisiert aber gleichzeitig, dass das Album nicht ganz mit seinen Vorgängern mithalten kann:

„FEWJAR haben es geschafft ein ernstzunehmendes Musikprojekt zu bleiben und auch die Erweiterung des Lineup zum Trio war ein weise gewählter Schritt, verschafft es den einzelnen Songs nochmal mehr Tiefgang. Schade ist eigentlich nur, dass sich die Musiker nicht so experimentierfreudig wie auf ‚Until‘ zeigen, daher bleibt ‚Gamma‘ etwas hinter seinem Vorgänger zurück. Freunde gut gemachter Popmusik, die sich an Einflüssen aus Electro, Rock, Indie oder Ambient bedient, sollten FEWJAR auch dieses Mal wieder ihr Gehör schenken.“

Das Album erreichte Platz 28 der deutschen Albumcharts.